# Рубен Сафрастян
Рубен Сафрастян (на арменски: Ռուբեն Սաֆրաստյան; роден на 5 октомври 1955 г.) е професор, директор на Института по ориенталистика, член на Арменската национална академия на науките, професор по история и изследвания на Турция в Държавния университет в Ереван. Получил множество стипендии – Humboldt (Германия), Fulbright (САЩ), и International Policy (Унгария) и води проучвания в университетите в Бъркли и Будапеща. Издал е 12 книги и 130 статии.
Проф. Сафрастян е и основател и редактор на академичната периодика Турски и отомански изследвания (от 2002 г. насам) и Съвременна Евразия (от 2012 година), както и редактор на академичния годишник Хората и страните от и близо до Близкия Изток (Ереван, Армения).

## Биография
Рубен Сафрастян е роден на 5 октомври 1955 г. в Ереван, Армения. През 1977 получава диплома от Факултета по Ориенталистика при Университета в Ереван по изследване на Турция. През 1978 – 1980 г. продължава обучението си и прави своята аспирантура по История на света и история на Турция към Националната академия на науките в Ереван, Армения.
Международните му дейности включват членство в International Board of World Security Network Foundation, Ню Йорк, САЩ и членство в редакторския екип на международното издание Социология и Антропология, Horizon Research Publishing, САЩ. Преподава също в New Westminster College, Ванкувър, Канада и Старши анализатор в Wikistrat Inc, Вашингтон, САЩ. Носител е на редица национални и международни награди.